# Ліза Боне
Лілакої Мун (англ. Lilakoi Moon), Ліза Мішель Боне (англ. Lisa Michelle Bonet; нар. 16 листопада 1967, Сан-Франциско, штат Каліфорнія, США) — американська акторка й кінорежисерка. Найвідоміша за роллю в ситкомі «Шоу Косбі» та його спінофі «Інший світ».

## Кар'єра
Ліза Мішель Боне найбільш відома роботю в популярному ситкомі «Шоу Косбі», де вона зіграла Деніз Гакстейбл Кендалл, дочку Білла Косбі та Філіс Рашад. Вона отримала номінацію на премії «Еммі» за найкращу жіночу роль другого плану в комедійному телесеріалі в 1986 році, а наступного року покинула серіал, щоб зіграти головну роль у його спінофі «Інший світ». У тому ж 1987-му вона виконала головну жіночу роль у фільмі «Янгольське серце» з Міккі Рурком і отримала номінацію на премії «Сатурн». Через вагітність їй довелося покинути «Інший світ» після одного сезону, а в наступному році вона повернулася в «Шоу Косбі», однак була звільнена з нього в 1991 році через «творчі розбіжності».
У наступні роки кар'єра Боне пішла на спад і вона почала зніматися в низькобюджетних теле- і кіно- фільмах, винятком з низки яких стала роль у фільмі 1998 року «Ворог держави» з Віллом Смітом. У 2001 році вона з'явилася в фільмі «Фанатик», а у 2003 в фільмі «Байкери». У 2008—2009 роках вона з'явилася в кількох епізодах серіалу «Життя на Марсі».

## Особисте життя
У 1987—1993 роках була одружена з музикантом і актором Ленні Кравіцом. В шлюбі народила дочку, акторку Зої Кравітц.
13 листопада 2007 одружилася зі своїм 12-річним партнером актором Джейсоном Момоа. Через 10 років стало відомо, що насправді шлюб укладений лише 17 жовтня 2017 року. Від Момоа народила дочку Лола Айолані Момоа (23.07.2007) та сина Нако-Вулф Манакоапо Намакаха Момоа (15.12.2008). 13 січня 2022 року пара оголосила про розлучення.

## Фільмографія
| Рік       |    | Українська назва                       | Оригінальна назва                                    | Роль                                                    |
| --------- | -- | -------------------------------------- | ---------------------------------------------------- | ------------------------------------------------------- |
| 2017      | кф |                                        | Jellywolf                                            | секретарка                                              |
| 2016      | с  | Рей Донован                            | Ray Donovan                                          | Марісоль Кампос (7 епізодів)                            |
| 2016      | с  | Дівчата                                | Girls                                                | Тандіс Монкріф (2 епізоди)                              |
| 2015      | кф |                                        | Michael Raymond-James for BulliesKeepOut.com (відео) |                                                         |
| 2014—2015 | с  | Червона дорога                         | The Red Road                                         | Скай Ван дер Вен (7 епізодів)                           |
| 2014      | с  | Новенька                               | New Girl                                             | Бренда Браун (1 епізод)                                 |
| 2013—2014 | с  | П'яна історія                          | Drunk History                                        | Мері Еллен Плезант / Роза Паркс (2 епізоди)             |
| 2014      | ф  | Дорога в Палому                        | Road to Paloma                                       | Магдалена                                               |
| 2008—2009 | с  | Життя на Марсі                         | Life on Mars                                         | детективка Мая Денієлз (5 епізодів)                     |
| 2006      | ф  |                                        | Whitepaddy                                           | Мей Еванс                                               |
| 2003      | ф  | Байкери                                | Biker Boyz                                           | Квіні                                                   |
| 2002      | тф | Токарний верстат Небес                 | Lathe of Heaven                                      | Гетер Лелаш                                             |
| 2000      | ф  | Висока вірність                        | High Fidelity                                        | Марі де Саль                                            |
| 1998      | ф  | Ворог держави                          | Enemy of the State                                   | Рейчел Бенкс                                            |
| 1994      | тф | Новий Едем                             | New Eden                                             | Лілі                                                    |
| 1994      | ф  | Смертельний зв'язок / Останній варіант | Dead Connection / Final Combination                  | Кетрін Бріггс                                           |
| 1993      | ф  |                                        | Bank Robber                                          | Прісцилла                                               |
| 1984—1991 | с  | Шоу Косбі                              | The Cosby Show                                       | Деніз Гакстейбл (119 епізодів)                          |
| 1990      | тф | День Землі                             | The Earth Day Special (телешоу)                      | Деніз Гакстейбл                                         |
| 1987—1989 | с  | Інший світ                             | A Different World                                    | Деніз Гакстейбл (23 епізоди)                            |
| 1987      | ф  | Янгольське серце                       | Angel Heart                                          | Епифані (Epiphany Proudfoot / Богоявленський Гордоступ) |
| 1985      | с  |                                        | ABC Afterschool Specials                             | Керрі (1 епізод)                                        |
| 1985      | с  | Казки з темного боку                   | Tales from the Darkside                              | Жюстін (1 епізод)                                       |
| 1983      | кф | Звук сонця — звук дощу                 | Sound of Sunshine — Sound of Rain                    | Сестра (голос, 1 епізод)                                |
| 1983      | с  |                                        | St. Elsewhere                                        | Карла (1 епізод)                                        |

### Музичні відео
1989 — Spirit of the Forest